# Lucien Trueb
Lucien Felix Trueb (* 28. Juni 1934 in Zürich; heimatberechtigt ebenda; † 28. Januar 2023 in Ebmatingen) war ein Schweizer Chemiker, Journalist und Autor.

## Leben und Werk
Lucien F. Trueb besuchte die Primarschule in Hauterive, dann während vier Jahren das Collège Latin und anschliessend das Gymnase Cantonal in Neuenburg, wo er 1952 mit der Matura Typ B abschloss. Ein Jahr später immatrikulierte er sich an der Abteilung für Chemie der ETH Zürich. Dort erlangte er 1957 das Diplom als Ingenieur-Chemiker. Anschliessend promovierte er 1960 bei Gottfried Trümpler zum Dr. sc. techn. Später war Trueb auf den Gebieten der Materialwissenschaften und der physikalischen Metallurgie bei Ciba AG in Basel und im Eastern Laboratory bei Du Pont in Gibbstown, New Jersey, in der Industrie als Elektronenmikroskopoptiker tätig, worauf ein Forschungsaufenthalt am Denver Research Institute der University of Denver folgte. Anschliessend ergriff er 1971 die Gelegenheit, an einem Austauschprogramm der US Academy of Science mit der Sowjetischen Akademie Nauk CCCP in Moskau teilzunehmen und dort eine neue Methode zur Kristallstrukturbestimmung kennen zu lernen. Insgesamt war Trueb elf Jahre in den USA tätig, bevor er in die Schweiz zurückkehrte.
In Zürich wurde er 1972 Redaktor und Ressortleiter der Beilage Forschung und Technik der Neuen Zürcher Zeitung, nachdem er zuvor gelegentlich Fachartikel für diese Beilage geschrieben hatte. Ein Vierteljahrhundert lang prägte er diese Beilage. Er verfasste über 5000 eigene Artikel und bereiste häufig alle Kontinente, um für seine Arbeiten zu recherchieren. Trueb verliess die Redaktion der NZZ 1996, um als freischaffender Journalist und Autor zu arbeiten. Zu den Schwerpunktthemen seiner weiteren Veröffentlichungen gehörten die Mineralogie, die Metallurgie von Edelmetallen und die Uhrenindustrie. Zudem schrieb er viele Beiträge für die Naturwissenschaftliche Rundschau (NR), welche oft auf Artikeln der britischen Zeitschrift Nature beruhten. Eine Auswahl seiner Beiträge für die NR hat er 2022 in einem letzten Werk zusammengefasst. Auch war er Redaktionsleiter der Fachzeitschrift Gold’Or für Uhren, Schmuck und Edelsteine.

## Privat
Trueb hatte drei Schwestern und war dreisprachig. Er wuchs in der französischsprachigen Schweiz auf, studierte in Zürich und verbrachte dort den Hauptteil seiner Berufszeit. Zwischenzeitlich war er über zehn Jahre in den USA in der Forschung tätig und nahm dort die US-Staatsbürgerschaft an. Er bezeichnete sich als Workaholic, Heimweh-Amerikaner und Atheist.

## Veröffentlichungen

### Bücher
- Verzeichnis Lucien F. Trueb. Schweizer Nationalbibliothek, abgerufen am 11. Februar 2023.
- Publikationen von und über Lucien Trueb im Katalog Helveticat der Schweizerischen Nationalbibliothek
- Die chemischen Elemente. Ein Streifzug durch das Periodensystem. S. Hirzel Verlag, 2005, ISBN 978-3-7776-1356-7, 408 S.
- mit Paul Rüetschi: Batterien und Akkumulatoren. Springer-Verlag, Berlin 1998, ISBN 978-3-642-58741-2, 225 S.
- Astonishing the Wild Pigs: Highlights of Technology. Athena Verlag, Oberhausen 2015, ISBN 978-3-8989-6766-2, 320 S.
- Kinder der Quarzrevolution. La-Chaux-de Fonds bzw. Oberhausen 2008, ISBN 978-3-89896-351-0.
- Zeitzeugen der Quarzrevolution. La-Chaux-de Fonds bzw. Oberhausen 2006, ISBN 978-3-89896-255-1.
- mit Günther Ramm, Peter Wenzig: Die Elektrifizierung der Armbanduhr. Ebner, Ulm 2011, ISBN 978-3-87188-236-4, 320 S.
- Natural plant products: Plant materials in everyday life. Borntraeger, Stuttgart 2018, ISBN 978-3-443-01099-7, 228 S.

### Artikel
- Liste von Veröffentlichungen durch Lucien F. Trueb. In: scholar.google.com. Abgerufen am 11. Februar 2023.
- Die Quarzrevolution – Von der Mechanik zur Elektronik und zurück. In: Franz Betschon et al. (Hrsg.): Ingenieure bauen die Schweiz – Technikgeschichte aus erster Hand. Verlag Neue Zürcher Zeitung, Zürich 2013, ISBN 978-3-03823-791-4, S. 354–374

## Ehrungen
- 1992: Ehrendoktor der Universität Bern[2]